# Женска фудбалска репрезентација Летоније
Женска фудбалска репрезентација Летоније (лет. Latvijas sieviešu futbola izlase) је национални фудбалски тим који представља Летонију на међународним такмичењима и под контролом је летонијског Фудбалског савеза (лет. Latvijas Futbola federācija), владајућег тела за фудбал у Летонији.
Након учешћа уквалификацијама за Европско првенствоу фудбалу за жене 1995. године, Летонија се повукла из свих квалификација све до квалификација за Европско првенство 2009. Рекорд Летоније у међународним квалификационим утакмицама је лош. У својим такмичарским утакмицама, Летонија је изгубила прве две утакмице, од Израела и Босне и Херцеговине са три гола разлике, да би изгубила са једним голом разлике од Јерменије. Мини-турнири после квалификационе катастрофе нису били ништа бољи за Летонију. На последњем месту, у децембру 2008, Летонија је изгубила 0 : 3 од Хрватске и 0 : 5 од Турске. Летонија је победила Литванију у свом првом званичном мечу 5. марта 2011. у претколу квалификација за Европско првенство 2013. јединим голом Јулије Соколове.[2] Међутим, Летонија је изгубила друге две утакмице од Луксембурга и Македоније тако да није прошла даље.

## Такмичарски рекорд

### Светско првенство за жене
| Светско првенство у фудбалу за жене − резултати | Светско првенство у фудбалу за жене − резултати | Светско првенство у фудбалу за жене − резултати | Светско првенство у фудбалу за жене − резултати | Светско првенство у фудбалу за жене − резултати | Светско првенство у фудбалу за жене − резултати | Светско првенство у фудбалу за жене − резултати | Светско првенство у фудбалу за жене − резултати | Светско првенство у фудбалу за жене − резултати |                  | Квалификациони резултати | Квалификациони резултати | Квалификациони резултати | Квалификациони резултати | Квалификациони резултати | Квалификациони резултати | Квалификациони резултати |
| Година                                          | Резултат                                        | Ута                                             | Поб                                             | Нер                                             | Изг                                             | ГД                                              | ГП                                              | ГР                                              | Ута              | Поб                      | Нер                      | Изг                      | ГД                       | ГП                       | ГР                       |                          |
| 1991                                            | Део СССРа                                       | Део СССРа                                       | Део СССРа                                       | Део СССРа                                       | Део СССРа                                       | Део СССРа                                       | Део СССРа                                       | Део СССРа                                       | Део СССРа        | Део СССРа                | Део СССРа                | Део СССРа                | Део СССРа                | Део СССРа                | Део СССРа                |                          |
| 1995                                            | Нису се квалификовале'                          | Нису се квалификовале'                          | Нису се квалификовале'                          | Нису се квалификовале'                          | Нису се квалификовале'                          | Нису се квалификовале'                          | Нису се квалификовале'                          | Нису се квалификовале'                          | УЕФА 1995        | УЕФА 1995                | УЕФА 1995                | УЕФА 1995                | УЕФА 1995                | УЕФА 1995                | УЕФА 1995                |                          |
| 1999                                            | Нису учествовале                                | Нису учествовале                                | Нису учествовале                                | Нису учествовале                                | Нису учествовале                                | Нису учествовале                                | Нису учествовале                                | Нису учествовале                                | Нису учествовале | Нису учествовале         | Нису учествовале         | Нису учествовале         | Нису учествовале         | Нису учествовале         | Нису учествовале         |                          |
| 2003                                            | Нису учествовале                                | Нису учествовале                                | Нису учествовале                                | Нису учествовале                                | Нису учествовале                                | Нису учествовале                                | Нису учествовале                                | Нису учествовале                                | Нису учествовале | Нису учествовале         | Нису учествовале         | Нису учествовале         | Нису учествовале         | Нису учествовале         | Нису учествовале         |                          |
| 2007                                            | Нису учествовале                                | Нису учествовале                                | Нису учествовале                                | Нису учествовале                                | Нису учествовале                                | Нису учествовале                                | Нису учествовале                                | Нису учествовале                                | Нису учествовале | Нису учествовале         | Нису учествовале         | Нису учествовале         | Нису учествовале         | Нису учествовале         | Нису учествовале         |                          |
| 2011                                            | Нису учествовале                                | Нису учествовале                                | Нису учествовале                                | Нису учествовале                                | Нису учествовале                                | Нису учествовале                                | Нису учествовале                                | Нису учествовале                                | Нису учествовале | Нису учествовале         | Нису учествовале         | Нису учествовале         | Нису учествовале         | Нису учествовале         | Нису учествовале         |                          |
| 2015                                            | Нису се квалификовале                           | Нису се квалификовале                           | Нису се квалификовале                           | Нису се квалификовале                           | Нису се квалификовале                           | Нису се квалификовале                           | Нису се квалификовале                           | Нису се квалификовале                           | 3                | 0                        | 1                        | 2                        | 0                        | 4                        | -4                       |                          |
| 2019                                            | Нису се квалификовале                           | Нису се квалификовале                           | Нису се квалификовале                           | Нису се квалификовале                           | Нису се квалификовале                           | Нису се квалификовале                           | Нису се квалификовале                           | Нису се квалификовале                           | 3                | 1                        | 2                        | 0                        | 7                        | 3                        | +4                       |                          |
| 2023                                            | У току                                          | У току                                          | У току                                          | У току                                          | У току                                          | У току                                          | У току                                          | У току                                          | У току           | У току                   | У току                   | У току                   | У току                   | У току                   | У току                   |                          |
| Укупно                                          | -                                               | -                                               | -                                               | -                                               | -                                               | -                                               | -                                               | -                                               | 6                | 1                        | 3                        | 2                        | 7                        | 7                        | 0                        |                          |

*Жребови укључују утакмице где је одлука пала извођењем једанаестераца.

### Европско првенство у фудбалу за жене
| Европско првенство у фудбалу за жене − резултати | Европско првенство у фудбалу за жене − резултати | Европско првенство у фудбалу за жене − резултати | Европско првенство у фудбалу за жене − резултати | Европско првенство у фудбалу за жене − резултати | Европско првенство у фудбалу за жене − резултати | Европско првенство у фудбалу за жене − резултати | Европско првенство у фудбалу за жене − резултати |                  | Квалификациони резултати | Квалификациони резултати | Квалификациони резултати | Квалификациони резултати | Квалификациони резултати | Квалификациони резултати |
| Година                                           | Резултат                                         | Ута                                              | Поб                                              | Нер                                              | Изг                                              | ГД                                               | ГП                                               | Ута              | Поб                      | Нер                      | Изг                      | ГД                       | ГП                       |                          |
| 1984 до 1993                                     | Део СССРа                                        | Део СССРа                                        | Део СССРа                                        | Део СССРа                                        | Део СССРа                                        | Део СССРа                                        | Део СССРа                                        | Део СССРа        | Део СССРа                | Део СССРа                | Део СССРа                | Део СССРа                | Део СССРа                |                          |
| 1995                                             | Нису се квалификовале                            | Нису се квалификовале                            | Нису се квалификовале                            | Нису се квалификовале                            | Нису се квалификовале                            | Нису се квалификовале                            | Нису се квалификовале                            | 4                | 0                        | 0                        | 4                        | 1                        | 18                       |                          |
| 1997                                             | Нису учествовале                                 | Нису учествовале                                 | Нису учествовале                                 | Нису учествовале                                 | Нису учествовале                                 | Нису учествовале                                 | Нису учествовале                                 | Нису учествовале | Нису учествовале         | Нису учествовале         | Нису учествовале         | Нису учествовале         | Нису учествовале         |                          |
| 2001                                             | Нису учествовале                                 | Нису учествовале                                 | Нису учествовале                                 | Нису учествовале                                 | Нису учествовале                                 | Нису учествовале                                 | Нису учествовале                                 | Нису учествовале | Нису учествовале         | Нису учествовале         | Нису учествовале         | Нису учествовале         | Нису учествовале         |                          |
| 2005                                             | Нису учествовале                                 | Нису учествовале                                 | Нису учествовале                                 | Нису учествовале                                 | Нису учествовале                                 | Нису учествовале                                 | Нису учествовале                                 | Нису учествовале | Нису учествовале         | Нису учествовале         | Нису учествовале         | Нису учествовале         | Нису учествовале         |                          |
| 2009                                             | Нису се квалификовале                            | Нису се квалификовале                            | Нису се квалификовале                            | Нису се квалификовале                            | Нису се квалификовале                            | Нису се квалификовале                            | Нису се квалификовале                            | 3                | 0                        | 0                        | 3                        | 1                        | 8                        |                          |
| 2013                                             | Нису се квалификовале                            | Нису се квалификовале                            | Нису се квалификовале                            | Нису се квалификовале                            | Нису се квалификовале                            | Нису се квалификовале                            | Нису се квалификовале                            | 3                | 1                        | 0                        | 2                        | 1                        | 3                        |                          |
| 2017                                             | Нису се квалификовале                            | Нису се квалификовале                            | Нису се квалификовале                            | Нису се квалификовале                            | Нису се квалификовале                            | Нису се квалификовале                            | Нису се квалификовале                            | 3                | 1                        | 1                        | 1                        | 5                        | 5                        |                          |
| 2022                                             | Нису се квалификовале                            | Нису се квалификовале                            | Нису се квалификовале                            | Нису се квалификовале                            | Нису се квалификовале                            | Нису се квалификовале                            | Нису се квалификовале                            | 8                | 0                        | 0                        | 8                        | 2                        | 39                       |                          |
| Укупно                                           | -                                                | -                                                | -                                                | -                                                | -                                                | -                                                | -                                                | 21               | 2                        | 1                        | 18                       | 10                       | 73                       |                          |

*Жребови укључују утакмице где је одлука пала извођењем једанаестераца.

### Куп Балтика за жене
| Куп Балтика − резултати | Куп Балтика − резултати |
| Година                  | Резултат                |
| ----------------------- | ----------------------- |
| 1996.                   | Другопласиране          |
| 1997.                   | Шампионке               |
| 1998.                   | Треће место             |
| 2003.                   | Треће место             |
| 2004.                   | Треће место             |
| 2005.                   | Треће место             |
| 2006.                   | Треће место             |
| 2007.                   | Треће место             |
| 2008.                   | Треће место             |
| 2009.                   | Треће место             |
| 2010.                   | Треће место             |
| 2011.                   | Шампионке               |
| 2012.                   | Треће место             |
| 2013.                   | Треће место             |
| 2014.                   | Треће место             |
| 2015                    | Треће место             |
| 2016                    | Другопласиране          |
| 2017                    | Шампионке               |
| 2018                    | Шампионке               |
| 2019                    | Шампионке               |
| 2021                    | Четврто место           |
| Укупно                  | 21/21                   |